# Natación en los Juegos Suramericanos de 2014 - Maratón 10 km Masculino
La prueba masculina de aguas abiertas en Santiago 2014 se llevó a cabo el 16 de marzo de 2014 en la Laguna de Curauma, Región de Valparaíso. Participaron en la prueba 12 nadadores.

## Resultados
| Rank              | Nacionalidad | Nadador                | Tiempo Total | Diferencia |
| ----------------- | ------------ | ---------------------- | ------------ | ---------- |
| Medalla de oro    | Brasil       | Allan do Carmo         | 01:56:43     |            |
| Medalla de plata  | Venezuela    | Diego Vera             | 01:56:45     | +0:00:02   |
| Medalla de bronce | Ecuador      | Santiago Enderica      | 01:56:50     | +0:00:07   |
| 4                 | Brasil       | Diogo Andrade          | 01:56:51     | +0:00:08   |
| 5                 | Argentina    | Guillermo Bertola      | 01:56:53     | +0:00:10   |
| 6                 | Venezuela    | Luis Bolaños           | 01:56:54     | +0:00:11   |
| 7                 | Ecuador      | Esteban Enderica       | 01:57:00     | +0:00:17   |
| 8                 | Chile        | Miguel Tapia           | 01:59:06     | +0:02:23   |
| 9                 | Chile        | Vicente Vidal          | 02:03:15     | +0:06:32   |
| 10                | Uruguay      | Nicolás Culela         | 02:10:02     | +0:13:19   |
| 11                | Bolivia      | Walter Caballero       | 02:16:56     | +0:20:13   |
| 12                | Perú         | Jean Pierre Monteagudo | NT           | -          |

NT: No termina